# Rafaela Alburquerque
Rafaela Alburquerque "Lili" de González (ur. 19 września 1947 w San Pedro de Macorís) – dominikańska prawniczka, dyplomatka i polityczka. Pierwsza kobieta na stanowisku przewodniczącej Izby Deputowanych Dominikany.

## Życiorys

### Młodość, edukacja i kariera zawodowa
Alburquerque urodziła się 19 września 1947 w San Pedro de Macorís.
W 1985 roku ukończyła studia prawnicze na Universidad Central del Este. Posiada doktorat z prawa.

### Działalność polityczna
Jest honorową członkinią Parlamento Latinoamericano oraz Parlamentu Środkowoamerykańskiego.
Była członkinią Izby Deputowanych Dominikany nieprzerwanie w latach 1986–2024. W 1999 roku została wybrana na przewodniczącą Izby Deputowanych. Była pierwszą osobą na tym stanowisku. Funkcję tę pełniła do 2003 roku.
W latach 1998–1990 była rzeczniczką prasową klubu parlamentarnego Partido Reformista Social Cristiano. W 1992 roku została wybrana przewodniczącą komitetu politycznego, w latach 2004–2005 wiceprzewodniczącą, a w 2005 roku była pełniącą obowiązki przewodniczącej partii. W 2005 roku została wybrana drugą wiceprzewodniczącą partii.
W maju 2024 roku, w 78 roku życia, po 38 latach działalności politycznej odeszła na emeryturę.

#### Kariera ambasadorska
W latach 1997–1998 była konsulem generalnym w Antwerpii. W latach 1994–1997 pełniła tę samą funkcję w Hamburgu.
Od 2011 roku do kwietnia 2017 roku była ambasadorką Dominikany w Republice Chińskiej (Tajwan). W związku z jej ponownym wyborem na członkinię Izby Deputowanych Dominikany w kraju wybuchł skandal polityczny. Alburquerque została oskarżona o złamanie konstytucji kraju, która zakazuje pobierania wynagrodzenia z kilku miejsc w administracji publicznej. Alburquerque pobierała wynagrodzenie jako ambasadorka do Tajwanu oraz jako członkini izby parlamentu. Tłumaczyła, że nie zrezygnowała ze stanowiska ambasadorki oczekując, aż Prezydent Dominikany Danilo Medina mianuje nową osobę na to stanowisko. Poinformowała również opinię publiczną, że nie wydaje uzyskiwanych z tej funkcji pieniędzy.
W listopadzie 2017 roku rząd Kolumbii odrzucił jej nominację na ambasadorkę do swojego kraju. Oficjalne powody tej decyzji nie zostały podane do informacji publicznej.